# Град Бор
Град Бор је град у источној Србији, у Борском округу, у Тимочкој Крајини. Средиште града је градско насеље Бор. Са својих 856 km² спада у пространије градове у Србији. Према подацима са последњег пописа 2022. године на територији града је живело 40.845 становника (према попису из 2011. било је 48.615 становника). Бор је имао статус општине до 20. јуна 2018. године када је добио статус града.

## Географија

### Географски положај
Град Бор се налази у Тимочкој Крајини у источној Србији и припада Борском управном округу. На североистоку природну границу округа чини планина Дели Јован, а на западу Кучајске планине и Црни врх. Северни део града припада географској области Пореч, а јужни Црноречју (Црна река).
Административне границе града Бора су следеће:
- На северу - општина Мајданпек
- На североистоку - општина Неготин
- На истоку - град Зајечар
- На југу - општина Бољевац
- На западу - општина Деспотовац и Жагубица

### Рељеф
Рељеф града Бора је брдско-планински. Планински делови града се налазе на западу, северозападу и североистоку. На западу се налазе Кучајске планине са Дубашничком површи и Црни врх, а на северу Мали крш, Велики крш, Голи крш са Столом и Дели Јован. Највиши врх на територији града је Велика Треста (1.284 m) на Кучају, а најнижи део је долина Црног Тимока код села Метовница.
Поред ових планина могу се издвојити и бројне палеовулканске купе Тимочког андезитског масива које је Јован Цвијић груписао у три низа: низ Првулове чуке, низ Страхинове чуке и низ Тилва Њагре.
Усецањем река у пределе града Бора настале су клисуре и кањони од којих је најпознатији Лазарев кањон.

#### Највиши врхови
| Врх             | Надморска висина (m) | Планина     |
| --------------- | -------------------- | ----------- |
| Велика Треста   | 1.284                | Кучај       |
| Стобор          | 1.050                | Кучај       |
| Микуљ           | 1.023                | Кучај       |
| Оштри камен     | 1.213                | Кучај       |
| Курматура       | 979                  | Кучај       |
| Црни Врх        | 1.043                | Црни Врх    |
| Стрелник        | 1.065                | Велики Крш  |
| Велики Крш      | 1.148                | Велики Крш  |
| Голи Крш        | 778                  | Голи Крш    |
| Стол            | 1.155                | Голи Крш    |
| Кулмеа Маре     | 554                  | Кулмеа Маре |
| Црни врх        | 1.141                | Дели Јован  |
| Велики Голи врх | 1.037                | Дели Јован  |
| Тилва Њагра     | 770                  | Тилва Њагра |

### Хидрологија
Целокупна територија града припада сливу Дунава односно црноморском сливу и богата је водом. Најзначајније реке су Црни Тимок са притокама Злотска, Шарбановачка и Брестовачка река, затим Борска, Кривељска, Равна река, Црнајка, Лозовица и Љубова река. У крашким пределима Кучаја јављају се и реке понорнице.
У подножју Црног врха и Тилва Њагре, 17 километара од Бора, налази се Борско језеро, вештачко језеро површине 30 хектара насталог 1959. преграђивањем Брестовачке реке. Главна намена језера јесте снабдевање водом рударско-индустријских погона у Бору, али је данас и веома значајна туристичка дестинација.

## Месне заједнице
Градске месне заједнице (Бор):
- Месна заједница Брезоник (Козарачка улица 3)
- Месна заједница Север (улица Војске Југославије 19)
- Месна заједница Стари Центар (улица Божина Јовановића 3)
- Месна заједница Старо Селиште (улица Албанске Споменице 13)
- Месна заједница Ново Селиште (улица Његошева 5а)
- Месна заједница Бакар (улица Моша Пијаде 76а)
- Месна заједница Рудар (улица Моша Пијаде 76)
- Месна заједница Младост (улица Црновршке бригаде 2)
- Месна заједница Напредак (улица Црновршке бригаде 36)
- Месна заједница Металург (улица Љубе Нешића 23)
- Месна заједница Нови Центар (улица Добривоја Радосављевића Бобија 15)
- Месна заједница Слога (улица Ђорђа Симеоновића 2)

Сеоске месне заједнице:
- Месна заједница Брестовац (Трг омладине 10, Брестовац)
- Месна заједница Брестовачка бања (улица Војводе Радомира Путника 4, Брестовац)
- Месна заједница Злот (Трг Петра Радовановића 2, Злот)
- Месна заједница Оштрељ
- Месна заједница Кривељ
- Месна заједница Шарбановац
- Месна заједница Шарбановац Тимок
- Месна заједница Метовница
- Месна заједница Горњане
- Месна заједница Бучје
- Месна заједница Слатина
- Месна заједница Доња Бела Река
- Месна заједница Танда
- Месна заједница Лука

## Демографија
|             | \| Демографија[7] \| Демографија[7] \| Демографија[7] \| \| Година \| Становника \| Становника \| \| -------------- \| -------------- \| -------------- \| \| 1948. \| 34.831 \| \| \| 1953. \| 38.668 \| \| \| 1961. \| 43.448 \| \| \| 1971. \| 52.849 \| \| \| 1981. \| 56.486 \| \| \| 1991. \| 59.900 \| 59.424 \| \| 2002. \| 55.817 \| 57.140 \| \| 2011. \| 48.615 \| \| \| 2022. \| 40.845 \| \| |            |
| Демографија | |            |
| Година      | Становника | Становника |
| 1948.       | 34.831 |            |
| 1953.       | 38.668 |            |
| 1961.       | 43.448 |            |
| 1971.       | 52.849 |            |
| 1981.       | 56.486 |            |
| 1991.       | 59.900 | 59.424     |
| 2002.       | 55.817 | 57.140     |
| 2011.       | 48.615 |            |
| 2022.       | 40.845 |            |

#### Етнички састав
Према последњем попису из 2022. године, већину становништва чинили су Срби (71,79%), а од мањина највише је било Влаха (10,98%), Рома (3,53%), Румуна (0,87%) и Македонаца (0,53%).
На територији града Бора живи највише Влаха у Србији, али према уделу у укупном становништву налази се на петом месту (после општина Кучево, Бољевац, Жагубица и Петровац на Млави).
Од 14 насеља града Бора, у 12 већину чине Срби и то у 10 апсолутну (Бор, Брестовац, Доња Бела Река, Злот, Метовница, Оштрељ, Слатина, Танда, Топла и Шарбановац), а у 2 релативну већину (Бучје и Кривељ). Само у два насеља већинско становништво чине Власи, у Горњану и Луки.
| Етнички састав према попису из 2022.‍ | Етнички састав према попису из 2022.‍ | Етнички састав према попису из 2022.‍ | Етнички састав према попису из 2022.‍ | Етнички састав према попису из 2022.‍ |
| ------------------------------------ | ------------------------------------ | ------------------------------------ | ------------------------------------ | ------------------------------------ |
|                                      |                                      |                                      |                                      |                                      |
| Срби                                 | Срби                                 |                                      | 29.322                               | 71,79%                               |
| Власи                                | Власи                                |                                      | 4.483                                | 10,98%                               |
| Роми                                 | Роми                                 |                                      | 1.440                                | 3,53%                                |
| Румуни                               | Румуни                               |                                      | 356                                  | 0,87%                                |
| Македонци                            | Македонци                            |                                      | 216                                  | 0,53%                                |
| Југословени                          | Југословени                          |                                      | 98                                   | 0,24%                                |
| Албанци                              | Албанци                              |                                      | 87                                   | 0,21%                                |
| Бугари                               | Бугари                               |                                      | 76                                   | 0,19%                                |
| Хрвати                               | Хрвати                               |                                      | 42                                   | 0,10%                                |
| Словенци                             | Словенци                             |                                      | 38                                   | 0,09%                                |
| Црногорци                            | Црногорци                            |                                      | 30                                   | 0,07%                                |
| Муслимани                            | Муслимани                            |                                      | 19                                   | 0,05%                                |
| Бошњаци                              | Бошњаци                              |                                      | 13                                   | 0,03%                                |
| Руси                                 | Руси                                 |                                      | 13                                   | 0,03%                                |
| Мађари                               | Мађари                               |                                      | 12                                   | 0,03%                                |
| Немци                                | Немци                                |                                      | 10                                   | 0,02%                                |
| Словаци                              | Словаци                              |                                      | 6                                    | 0,01%                                |
| Горанци                              | Горанци                              |                                      | 4                                    | 0,01%                                |
| Украјинци                            | Украјинци                            |                                      | 3                                    | 0,01%                                |
| остали                               | остали                               |                                      | 278                                  | 0,68%                                |
| регионално                           | регионално                           |                                      | 16                                   | 0,04%                                |
| неизјашњено                          | неизјашњено                          |                                      | 1.431                                | 3,50%                                |
| непознато                            | непознато                            |                                      | 2.852                                | 6,98%                                |

#### Верски састав
| Верски састав према попису из 2022.‍ | Верски састав према попису из 2022.‍ | Верски састав према попису из 2022.‍ | Верски састав према попису из 2022.‍ | Верски састав према попису из 2022.‍ |
| ----------------------------------- | ----------------------------------- | ----------------------------------- | ----------------------------------- | ----------------------------------- |
|                                     |                                     |                                     |                                     |                                     |
| Православци                         | Православци                         |                                     | 34.556                              | 84,60%                              |
| Муслимани                           | Муслимани                           |                                     | 1.052                               | 2,58%                               |
| Католици                            | Католици                            |                                     | 225                                 | 0,55%                               |
| Протестанти                         | Протестанти                         |                                     | 45                                  | 0,11%                               |
| Остале                              | Остале                              |                                     | 395                                 | 0,97%                               |
| Агностици                           | Агностици                           |                                     | 24                                  | 0,06%                               |
| Атеисти                             | Атеисти                             |                                     | 217                                 | 0,53%                               |
| Неизјашњени                         | Неизјашњени                         |                                     | 1.399                               | 3,43%                               |
| Непознато                           | Непознато                           |                                     | 2.932                               | 7,18%                               |

#### Језички састав
| Језички састав према попису из 2022.‍ | Језички састав према попису из 2022.‍ | Језички састав према попису из 2022.‍ | Језички састав према попису из 2022.‍ | Језички састав према попису из 2022.‍ |
| ------------------------------------ | ------------------------------------ | ------------------------------------ | ------------------------------------ | ------------------------------------ |
|                                      |                                      |                                      |                                      |                                      |
| Српски                               | Српски                               |                                      | 31.389                               | 76,85%                               |
| Влашки                               | Влашки                               |                                      | 3.490                                | 8,54%                                |
| Ромски                               | Ромски                               |                                      | 1.172                                | 2,87%                                |
| Румунски                             | Румунски                             |                                      | 283                                  | 0,69%                                |
| Албански                             | Албански                             |                                      | 155                                  | 0,38%                                |
| Македонски                           | Македонски                           |                                      | 148                                  | 0,36%                                |
| Бугарски                             | Бугарски                             |                                      | 22                                   | 0,05%                                |
| Остали језици                        | Остали језици                        |                                      | 612                                  | 1,50%                                |
| Неизјашњени                          | Неизјашњени                          |                                      | 917                                  | 2,25%                                |
| Непознато                            | Непознато                            |                                      | 2.657                                | 6,51%                                |

## Насеља
Град Бор чини 14 насеља од којих је једно градско (Бор), а 13 остала.
| Насеље         | Бр. становника (2011) | Бр. становника (2022) | Промена (%) | Површина (²) | Густина насељености (2022) |
| -------------- | --------------------- | --------------------- | ----------- | ------------ | -------------------------- |
| Бор            | 34.160                | 28.822                | -15,63%     | 47,62        | 605,24                     |
| Брестовац      | 2.690                 | 2.594                 | -3,57%      | 69,11        | 37,53                      |
| Бучје          | 579                   | 467                   | -19,34%     | 30,63        | 15,25                      |
| Горњане        | 930                   | 731                   | -21,40%     | 90,35        | 8,09                       |
| Доња Бела Река | 741                   | 633                   | -14,57%     | 40,67        | 15,56                      |
| Злот           | 3.299                 | 2.675                 | -18,91%     | 229,87       | 11,64                      |
| Кривељ         | 1.052                 | 754                   | -28,33%     | 99,21        | 7,60                       |
| Лука           | 537                   | 430                   | -19,93%     | 45,00        | 9,56                       |
| Метовница      | 1.111                 | 775                   | -30,24%     | 44,13        | 17,56                      |
| Оштрељ         | 586                   | 523                   | -10,75%     | 19,60        | 26,68                      |
| Слатина        | 890                   | 774                   | -13,03%     | 38,58        | 20,06                      |
| Танда          | 319                   | 263                   | -17,55%     | 40,76        | 6,45                       |
| Топла          | 97                    | 93                    | -4,12%      | 10,40        | 8,94                       |
| Шарбановац     | 1.624                 | 1.311                 | -19,27%     | 50,42        | 26,00                      |

## Образовање
На територији града Бора налази се 9 основних школа, једна средња и основна школа, 6 средњих школа (једна приватна и 5 државних) и један факултет.
Основне школе:
- Основна школа "3. октобар" Бор
- Основна школа „Бранко Радичевић" Бор
- Основна школа „Душан Радовић“ Бор
- Основна школа „Свети Сава” Бор
- Основна школа „Вук Караџић" Бор
- Основна школа „Петар Радовановић" Злот
- Основна школа „Станоје Миљковић" Брестовац
- Основна школа „Ђура Јакшић" Кривељ
- Основна музичка школа „Миодраг Васиљевић" Бор

Основна и средња школа:
- Школа за основно и средње образовање „Видовдан” Бор

Средње школе:
- Гимназија „Бора Станковић” Бор
- Машинско-електротехничка школа Бор
- Економско-трговинска школа Бор
- Техничка школа Бор
- Издвојено одељење средње медицинске школе академије „Доситеј" Бор (приватна)[14]

Факултет у Бору који припада Београдском универзитету:
- Технички факултет у Бору

## Заштита природе
Најважније природне вредности на територији града су остаци богате геолошке историје у виду бројних ексклузивних крашких појава и облика, термоминералних вода и крашких биогеографских појава. Најизразитији и најбогатији крас заступљен је на источном делу Кучаја у геоморфолошким целинама крашке површи Дубашница, клисуре Злотске реке, Лазаревог кањона (са кањонима Микуљске реке, Демижлока и Појенске реке) и планине Малиник, са бројним пећинама и јамама, међу којима су најзначајније Лазарева пећина и Верњикица, уз Водену пећину, Хајдучицу, Мандину пећину, Стојкову леденицу и др. Другу, дисперзовану групацију, представљају крашки облици Великог и Малог Крша, Голог Крша са Столом, као и обухваћеног дела Дели Јована, са мањим пећинама, јамама и другим крашким облицима. Такође су значајне бројне палеовулканске купе, пре свега Тилва Њагра, затим Тилва Мика, Страхинова и Првулова чука и др. Термоминералне воде заступљене су у Брестовачкој бањи, а термоминерални извори непознатих карактеристика и издашности јављају се и у Шарбановцу. Укупан живи свет у ближој околини Бора (домет директног аерозагађења и хидрозагађења од рудника) готово је уништен или озбиљно угрожен и постоје озбиљни проблеми да се он санира. Са удаљењем од басена стање се побољшава.
Једино заштићено природно добро на простору града Бора је споменик природе „Лазарев кањон”, на површини од 1.755 hа (од чега 1.176 hа на територији општине Бор) где је успостављен једностепени режим заштите II степена.
Од 2022. године у поступку заштите је национални парк Кучај-Бељаница који ће се поред општина Деспотовац, Жагубица и Бољевац, делом простирати и на територији града Бора, тачније на територији села Злот.

## Култура

### Непокретна културна добра
На територији града Бора налази се 16 непокретних културних добара од којих су 11 споменици културе, 4 археолошка налазишта и једно просторна културно-историјска целина.

#### Споменици културе
- Конак кнеза Милоша у Брестовачкој бањи изграђен је у периоду 1835—1836 године и сазидан је у стилу традиционалне архитектуре прве половине 19. века. Кнез Милош Обреновић је повремено са породицом боравио у овом здању јер се конак налази у непосредној близини кнежевог купатила тј. хамама. То је зграда од око 100 квадратних метара, а у њој је данас смештена историјско-етнолошка поставка Музеја рударства и металургије. За споменик културе проглашен је 1949. године.[18]
- Кнежев дворац се налази у Брестовачкој бањи и изграђен је 1856. године по налогу кнеза Александра Карађорђевића. Дворац је у основи правоугаоног облика на спрат, изграђен на једном брежуљку који доминира бањом. Зграда оставља солидан и складан утисак и указује на утицај градске архитектуре. За споменик културе проглашен је 1949. године.[19]
- Амам кнеза Милоша Обреновића највероватнија датира из 18. века, у архитектонском смислу припада оријенталном типу градње. Историјски значај добија доласком кнеза Милоша у Брестовачку бању, као и нови назив - Кнежево купатило. Хамам је у основи квадратна грађевина, а централним простором доминира базен изграђен од камена у који је протицала топла и лековита бањска вода. За споменик културе проглашен је 1949. године.[20]
- Зграда Техничког факултета у Бору налази се у улици Војске Југославије број 12. Подигнута је 1928. године као Француска касина. Зграда је успешно градитељско остварење са очуваним постојећим просторним карактеристикама, стилски вредном фасадном композицијом, пропорцијама и детаљима, како спољним тако и унутрашњим. Такође, репрезентативни је пример француске архитектуре настале у Бору између Првог и Другог светског рата, а која данас представља јединствено културно наслеђе у Србији и део је амбијенталне средине старог дела града. У њој се налази Технички факултет, чији је првобитни назив био Рударско-металуршки факултет. За споменик културе проглашен је 1988. године.[21]
- Зграда Дома културе се налази у улици Моше Пијаде и представља модерни архитектонски вишеспратни објекат у натур бетону и стаклу, са прилазом у два нивоа. Данас, зграда Дома културе у Бору служи за обављање музејске, библиотечке, васпитно образовне, организационо-политичке и информативне делатности. За споменик културе проглашен је 1988. године.[22]
- Споменик српским и француским војницима 1912—1918 обележава смрт 94 бораца палих у балканским ратовима и у Првом светском рату, међу којима је и 15 Француза. Подигнут је 1928. године. Споменик је висок 4 метра. За споменик културе проглашен је 1988. године.[23]
- Споменик Петру Радовановићу, једном од истакнутих југословенских револуционара, налази се у ширем центру града, на кружном току који спаја улице Ђорђа Вајферта, Николе Пашића и Моше Пијаде. Откривен је 1982. године поводом обележавања стогодишњице од рођења овог истакнутог радничког борца. Споменик је бронзана статуа висине 2,30 метара која је рад академског вајара Николе Вукосављевића из Београда. За споменик културе проглашен је 1988. године.[24]
- Споменик Миклошу Раднотију се налази на платоу испред Дома здравља у Бору и постављен је 8. новембра 2004. године. Првобитни споменик се налазио код Борског језера, на месту некадашњег немачког логора где је Радноти радио четири месеца и писао стихове преточене у књигу Бележница. Споменик је нестао 2001. године, а крадљивац као и споменик до данас није пронађен. Нови споменик је дар мађарске владе. За споменик културе проглашен је 1988.[25]
- Спомен појате „Партизански бивак” се налазе на месту званом Брусово, код Преводског потока, 5 километара удаљеног од Доње Беле Реке. Објекат појате је настао у току 1936. и 1937. године са намером да буде пољска привредна зграда за чување стоке, смештај пољопривредних производа и преноћиште. У близини се налази спомен обележје Стевану Ђорђевићу, члану СКОЈ-а, и Боривоју Цолићу, народном хероју, који су погинули на том месту. Споменик је подигнут 1979. године. За споменик културе проглашене су 1988.[26]
- Пословна зграда на Тргу ослобођења бр. 5 у Бору је подигнута пре Другог светског рата, 30-тих година 20. века. Припада врсти грађанске архитектуре без стилских карактеристика свога времена. На главну фасаду објекта 1948. године постављена је спомен плоча у бронзи, посвећена првој посети Јосипа Броза Тита Бору. За споменик културе проглашена је 1988.[27]
- Црква Успења Пресвете Богородице у Слатини саграђена је у првим годинама шесте деценије 19. века и представља значајан споменик нашег градитељског и икописаног наслеђа. Саграђена је од блокова тесаног каменог, пешчара. Олтарска апсида је пространа, а истурене певнице полукружне. Фасадне површине оживљене су архитектонском пластиком коју чине пиластри, розете, издужене нише и фризом слепих аркада који опасује све четри фасаде. Над припратом се уздиже четвртасти звоник са барокним кубетом. Угаоне стране куле наглашене су вертикалним испустима код којих су горње ивице повезане аркадама. Кула се завршава барокном куполом појачаном капом од метала. За споменик културе проглашена је 1989.[28]

#### Археолошка налазишта
- Лазарева пећина представља веома значајан археолошки локалитет. Налази се код села Злот и део је споменика природе „Лазарев кањон”. У њему су откривена три праисторијска археолошка хоризонта, из бакарног, гвозденог и бронзаног доба. Сматра се да током бронзаног доба ова пећина имала улогу ловачке станице, а у гвозденом добу постаје центар металургије. За непокретно културно добро проглашена је 1948. године.[29]
- Локалитет Трњана налази се на падини северно од Брестовачке бање, на територији села Брестовац. На локалитету је откривено праисторијско насеље металурга са некрополом из бронзаног доба око 1200-1000 године п.н.е. Металуршку делатност становника овог насеља потврђују и налази шљаке у већим количинама, необичних керамичких судова, камени тучкови и жрвњеви. Шљака се налази у свим до сада откривеним објектима. Уз само насеље откривена је и некропола са спаљеним покојницима, чије су урне постављене у кружне камене конструкције. До сада је откривена површина са 29 урни, односно конструкција. Овај локалитет је један од ретких налазишта насеља становника из касне бронзе, чија је делатност везана за топљење и прераду метала. За непокретно културно добро проглашен је 1988. године.[30]
- Праисторијско насеље Кучајна је вишеслојно праисторијско насеље позиционирано на југозападној периферији Бора, на падини окренутој ка истоку, изнад ушћа Кучајског и Мартиновог потока. Површина локалитета је око 0,38 хектара. Заштитним археолошким истраживањима откривено је вишеслојно насеље из старијег неолита (7–6 миленијум п. н. е.), са остацима стамбене архитектуре, затим из старијег енеолита (4. миленијум п.н. ере) као и из бронзаног доба, односно прелазног периода из бронзаног у гвоздено доба (2. миленијум п.н. ере). За непокретно културно добро проглашено је 1988. године.[31]
- Локалитет Кмпије – Велике ливаде се налази се на југоисточној периферији Бора, на простору насеља Петар Кочић, које је познато под старим називом Кмпије. На локалитету су откривени остаци насеља, делови кућа са великом количином покретних налаза (керамичке посуде, предмети од бакра, камено оруђе, фигурине од печене земље). Насеље је датовано у период енеолита, а припада културним групама Бубањ-Салкуца-Криводол и Коцофени. Откривени су и налази који указују на континуирану металуршку активност. За непокретно културно добро проглашен је 2012. године.[32]

#### Просторно-културне историјске целине
- Уже подручје Брестовачке Бање проглашено 1991. године је за просторно-културно историјску целину са споменицима културе са историјским и архитектонским вредностима као и природним карактеристикама саме бање. Целина обухвата средишњи део Брестовачке Бање која захвата: лековите изворе (изворска вода која и данас лечи болести очију, желуца и нервног система), стара „Купатила”, Конак кнеза Милоша, Турски хамам, Кнежев дворац, вилу „Топлица”, конак „Излетник” и вилу „Топлица II”.[33]

### Верски објекти
Већина становника града Бора су православне вероисповести те су најчешћи тип верских објеката православне цркве. Територија града Бора припада Архијерејском намесништву борско-поречком Тимочке епархије Српске православне цркве. Поред српских православних цркава, Бор има католичку цркву, џамију, румунске православне цркве итд.
| Верски објекат                   | Место          | Година изградње                                                     |
| -------------------------------- | -------------- | ------------------------------------------------------------------- |
| Црква Светог Ђорђа               | Бор            | 1911.                                                               |
| Католичка црква Светог Људевита  | Бор            | 1928. (обновљена 1967)                                              |
| Црква Свете Тројице              | Кривељ         | 1883—1889                                                           |
| Црква Свете Тројице              | Горњане        | /                                                                   |
| Црква Успења Пресвете Богородице | Слатина        | 1861.                                                               |
| Црква Светог Петра и Павла       | Брестовац      | 1940.                                                               |
| Црква Светог Пророка Илије       | Злот           | 1837.                                                               |
| Црква Свете Тројице              | Доња Бела Река | /                                                                   |
| Црква Свете Тројице              | Шарбановац     | /                                                                   |
| Црква Вазнесења Господњег        | Метовница      | 1936. започета (1941. прекинута због рата, 1986. поново реновирана) |
| Црква Вазнесења Господњег        | Лука           | /                                                                   |
| Џамија Медина ем Имам Сефкија    | Бор            |                                                                     |

- Црква Светог Ђорђа у Бору
- Црква Светог Пророка Илије у Злоту
- Црква Успења Пресвете Богородице у Слатини
- Црква Свете Тројица у Шарбановцу

## Туризам
Град Бор је препун туристичких потенцијала који нису искоришћени на најбољи начин. 2018. године град Бор је посетило 14.048 туриста, од тога 10.779 домаћих (76,73%) и 3.249 страних (23,13%).
Најзначајније туристичке атракције у околини Бора су: Борско језеро, Брестовачка бања, планина Стол, комплекс Злотских пећина (за туристичке посете уређене Лазарева пећина и Верњикица), Лазарев кањон и скијалиште Црни врх.
У самом граду Бору најзначајније атракције су: зоолошки врт, Музеј рударства и металургије Бор и површински коп Бор.
- Архитектура у Бору
- Крајолик из околине Бора, недалеко од рудника
- Скијалиште на Црном врху
- Конак кнеза Милоша у Брестовачкој бањи
- Борско језеро
- Бор из ваздуха
- Лазарев кањон
- Лазарева пећина
- Кучајске планине
- Планина Стол